# مرکز آب‌درمانی والس

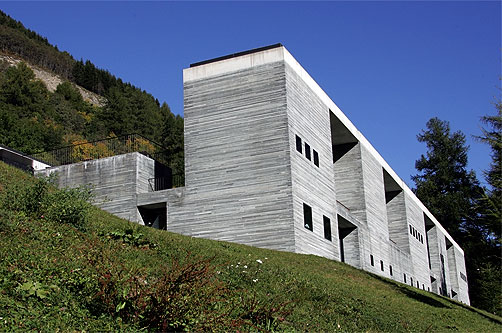
مرکز آب‌درمانی والس

مرکز آب‌درمانی والس (انگلیسی: Therme Vals) مجموعهٔ چندمنظورهٔ هتل و چشمه آب‌گرم در والس در کانتون گراوبوندن در سوئیس است. معمار این مجموعه پیتر زومتور برندهٔ جایزه معماری پریتزکر در سال ۲۰۰۹ است. طرح معماری این مجموعه بر اساس کانسپت معدن سنگ بوده‌است.
این پروژه در سال ۱۹۹۶ تکمیل شد.